# Arquebisbat de Durban
L'arquebisbat de Durban (anglès: Archdiocese of Durban; llatí: Archidioecesis Durbaniana) és una seu metropolitana de l'Església catòlica. El 2006 tenia 211.000 batejats d'un total de 3.020.000 habitants. Actualment està regida per l'arquebisbe cardenal Wilfrid Fox Napier, O.F.M..

## Territori
L'arxidiòcesi comprèn els districtes de Camperdown, al nord del riu Umlaas, a excepció de les hisendes de Mariannhill, Klaarwater, Dassenhoek, Welbedag i part de Stockville), Durban, Estcourt, Inanda, Kranskop, Lions River, Lower Tugela, Maphumulo, Umvoti, Weenen, Bergville i part del Msinga
La seu arxiepiscopal és la ciutat de Durban, on es troba la catedral de l'Emmanuel.
El territori està dividit en 75 parròquies.
La província eclesiàstica de Durban comprèn les següents diòcesis sufragànies:
- Dundee
- Eshowe
- Kokstad
- Mariannhill
- Umtata
- Umzimkulu

## Història
Fins a inicis del segle xix, a causa de l'ocupació britànica de Sud-àfrica, les activitats catòliques al país estaven prohibides. Amb l'emancipació dels catòlics a l'Imperi, s'inicià la missió d'evangelització al territori sud-africà. El 1836 arribà a Durban el primer prevere catòlic, a petició d'un regiment, format majoritàriament per irlandesos, estacionat a la ciutat.
El 1848 el vicari del Districe Oriental, Aidan Devereaux, redactà un informe sobre les necessitats del seu vicariat immens i suggerí a Propaganda Fide que fos dividit en dues parts. Roma, acollint les peticions de Devereaux, començà la recerca d'una congregació religiosa disposada a encarregar-se de l'obra missionera de tot el centre-est de Sud-àfrica. Després que la petició fos rebutjada pels esperitans i els jesuïtes, la proposta va ser acollida pel fundador dels Missioners Oblats de Maria Immaculada, Eugène de Mazenod.
El papa Pius IX va erigir el vicariat apostòlic del Natal el 15 de novembre de 1850, amb territori desmembrat del vicariat apostòlic del Cap de Bona Esperança, Districte Oriental (avui la diòcesi de Port Elizabeth). El 16 de març de 1852, el primer grup de missioners oblats, compost per una dotzena de religiosos, va arribar a Durban, amb el primer vicari apostòlic, Marie-Jean-François Allard.
Per procedir a l'obra d'evangelització, el vicariat apostòlic va cedir repetidament parts del seu territori per a la creació de noves circumscripcions eclesiàstiques:
- el 2 de juliol de 1879 per la missió sui iuris del Zambezi (avui arquebisbat de Harare);
- el 4 de juny de 1886 per la prefectura apostòlica del Transvaal (avui arquebisbat de Johannesburg) i el vicariat apostòlic de Kimberley a Orange (avui diòcesi de Kimberley);
- el 27 d'agost de 1921 per la prefectura apostòlica de Zululand (avui diòcesi d'Eshowe);
- el 10 de setembre de 1921, pel vicariat apostòlic de Mariannhill (avui diòcesi);
- el 19 d'abril de 1923 de la prefectura apostòlica de Swazilàndia (avui diòcesi de Manzini).

L'11 de gener de 1951, amb motiu de la institució de la jerarquia catòlica a Sud-àfrica, el vicariat apostòlic va ser elevat al rang d'arxidiòcesi metropolitana amb la butlla Suprema Nobis del Papa Pius XII.
El 23 de juny de 1958 va cedir la part nord del seu territori per a la creació de la Prefectura Apostòlica de Volksrust (avui diòcesi de Dundee).

## Cronologia episcopal
- Marie-Jean-François Allard, O.M.I. † (31 de gener de 1851 - 11 de juny de 1874 renuncià)
- Charles-Constant Jolivet, O.M.I. † (15 de setembre de 1874 - 15 de setembre de 1903 mort)
- Henri Delalle, O.M.I. † (19 de desembre de 1903 - 4 d'abril de 1946 jubilat)
- Denis Eugene Hurley, O.M.I. † (12 de desembre de 1946 - 29 de maig de 1992 jubilat)
- Wilfrid Fox Napier, O.F.M., dal 29 de març de 1992

## Estadístiques
A finals del 2006, la diòcesi tenia 211.000 batejats sobre una població de 3.020.000 persones, equivalent al 7,0% del total.
| any  | població | població  | població | sacerdots | sacerdots       | sacerdots       | sacerdots             | diàques | religiosos | religiosos | parroquies |
| ---- | -------- | --------- | -------- | --------- | --------------- | --------------- | --------------------- | ------- | ---------- | ---------- | ---------- |
| any  | batejats | total     | %        | total     | clergat secular | clergat regular | batejats per sacerdot | diàques | homes      | dones      |            |
| 1949 | 74.424   | 1.301.719 | 5,7      | 88        | 4               | 84              | 845                   |         | 110        | 489        | 48         |
| 1969 | 133.884  | ?         | ?        | 147       | 18              | 129             | 910                   |         | 157        | 612        | 60         |
| 1980 | 170.324  | 1.875.229 | 9,1      | 106       | 19              | 87              | 1.606                 | 1       | 131        | 617        | 73         |
| 1990 | 215.000  | 2.803.000 | 7,7      | 116       | 24              | 92              | 1.853                 | 13      | 114        | 310        | 76         |
| 1999 | 225.271  | 3.070.000 | 7,3      | 125       | 25              | 100             | 1.802                 | 23      | 244        | 310        | 74         |
| 2000 | 234.671  | 3.084.000 | 7,6      | 38        | 26              | 12              | 6.175                 | 27      | 167        | 295        | 74         |
| 2001 | 217.726  | 3.000.000 | 7,3      | 137       | 27              | 110             | 1.589                 | 31      | 325        | 278        | 73         |
| 2002 | 217.468  | 3.000.000 | 7,2      | 137       | 26              | 111             | 1.587                 | 30      | 333        | 235        | 74         |
| 2003 | 209.104  | 3.000.000 | 7,0      | 133       | 25              | 108             | 1.572                 | 30      | 338        | 283        | 74         |
| 2004 | 205.387  | 3.000.000 | 6,8      | 134       | 27              | 107             | 1.532                 | 30      | 341        | 256        | 75         |
| 2006 | 211.000  | 3.020.000 | 7,0      | 142       | 32              | 110             | 1.485                 | 30      | 345        | 343        | 74         |